# Xyris esmeraldae
Xyris esmeraldae är en gräsväxtart som beskrevs av Julian Alfred Steyermark. Xyris esmeraldae ingår i släktet Xyris och familjen Xyridaceae. Inga underarter finns listade i Catalogue of Life.